# Рейчъл Стар
Рейчъл Стар (на английски: Rachel Starr) е американска порнографска актриса.

## Биография
Родена е на 26 ноември 1983 г. в град Бърлисън, щата Тексас, САЩ. Завършва гимназия в Тексас и е приета в университет във Вашингтон съ специалност маркетинг. Започва работа като стриптизьорка в бар, за да може да плаща вноските за семестъра. Скоро е забелязана в бара от порноактьора Джак Венис, който я насочва към индустрията за възрастни.
Дебютира като актриса в порнографската индустрия през февруари 2007 г.

## Награди и номинации
Номинации
- 2011: Номинация за AVN награда за най-добра секс сцена с тройка – „Рейчъл Стар е лошо дупе“ (с Аса Акира и Мик Блу).[4]